# Intel 80386EX
Az Intel 80386EX (röviden 386EX) az Intel 386 mikroprocesszor beágyazott rendszerekben történő felhasználásra tervezett változata.
1994 augusztusában mutatták be és üzletileg sikeres lett, még földkörüli műholdak és mikroműholdak fedélzeti rendszereiben is alkalmazták.
Az Intel nem gyártott más integrált x86 processzort egészen 2007-ig, mikor megerősítette a Továbbfejlesztett Pentium M mikroarchitektúrán alapuló Tolapai (EP80579) processzorokra vonatkozó terveit.

## Jellemzői
- Bevezetve: 1994 augusztusában
- A 80386SX beágyazott rendszerekbe szánt változata
- 26 bites memóriacímzés, max. 64 MiB DRAM címezhető
- Statikus mag, tehát tetszőlegesen lelassítható, akár a teljes leállásig (a lassú üzemmód fogyasztása is alacsonyabb)
- Csipbe integrált perifériák:
  - óra és táp- ill. fogyasztásvezérlés
  - időzítők és számlálók
  - watchdog timer
  - soros I/O egységek (szinkron és aszinkron) és párhuzamos I/O
  - DMA
  - RAM frissítés
  - JTAG tesztlogika és interfész

- Sokkal sikeresebb volt, mint az Intel 80376 (egy másik 80386SX változat).
- Számos Föld körül keringő műholdban és mikroműholdban felhasználták.
- A NASA FlightLinux projectjében is felhasználták.
- Alkalmazták a USRobotics Courier I modem V.everything szerverben (belső ISA és külső RS232 ISDN termináladapterek 56 KBps analóg távoli hozzáférés kiszolgáló).

## Lásd még
- Intel 80186/Intel 80188
- Intel 80376
- Intel Timna
- Atom (system on chip)